# Гавриловка (Ржаксинский район)
Гаври́ловка — деревня в Ржаксинском районе Тамбовской области России. Административный центр Гавриловского сельсовета.

## География
Деревня находится на южной границе посёлка городского типа Ржакса, административного центра района, на расстоянии 73 км к юго-востоку от города Тамбов, административного центра области.

### Часовой пояс
Деревня Гавриловка, как и вся Тамбовская область, находится в часовой зоне МСК (московское время). Смещение применяемого времени относительно UTC составляет +3:00.

## Население
| 2002 | 2010 |
| ---- | ---- |
| 562  | ↗574 |

### Национальный состав
Согласно результатам переписи 2002 года, в национальной структуре населения русские составляли 99 % из 562 чел.

## Улицы
| - ул. Группа зданий ООО Первомайское, - ул. Молодёжная, - ул. Новая, - ул. Октябрьская, - ул. Советская. |